# Aquella casa maldita en Amityville
Aquella casa maldita en Amityville es una novela literaria de terror escrito por Carlos Cala en el año 2006, el libro está basado en los trágicos sucesos que ocurrieron en Amityville en la madrugada del 13 de noviembre de 1974 cuando Ronald DeFeo asesinó a su familia y basada de la obra de Jay Anson.

## Estructura
El libro se compone de 230 páginas y la obra se divide en tres capítulos en los cuales se explica la historia desde los tres días previos al fatal desenlace y posteriormente el juicio al que se sometió hasta el calvario que tuvieron que vivir la familia Lutz en la casa durante 28 días 

## Argumento

### Tres días de noviembre
Tras serle concedida a Ronald DeFeo la libertad condicional, sale de la prisión de New Heaven y vuelve con su familia, quien lo recibe con los brazos abiertos aunque a su hermana mayor, Dawn, no le hace mucha gracia, Ronald DeFeo enseguida piensa que su familia se pone en su contra. El día 12 ve en el embarcadero un tarro de somníferos y decide usarlo, al día siguiente los hace polvo con un mortero y los echa en la sopa. Luego, a las 3:15 de la mañana oye voces dentro de la casa que le empuja a matarlos. Tras coger un rifle del calibre 35 empieza a matarlos a todos dormidos uno a uno sin que nadie se despierte. Después de acabar con la matanza decide eliminar las pruebas limpiando la sangre con lejía y escondiendo el arma debajo de una obra de drenaje. Tras salir a las 5:00 de casa se dirige al trabajo y decide actuar como si nada para no levantar sospechas. En el trabajo Ronald llama a su casa cuando su abuelo le pregunta por ellos. Al salir, se va directamente al bar donde le espera su amigo Bobby para que lo acompañe a su casa con la excusa de que algo raro pasa. Allí recibe la visita de Joey Yeswit, otro de los amigos, tras averiguar lo que pasó este último llama a la policía alertándolos de que los moradores están todos muertos. Pronto Ronald organiza las coartadas pero acaba entrando en contradicciones y es declarado sospechoso.

### El juicio
11 meses después, se celebra el juicio y Ronald DeFeo es llevado ante un jurado popular. El fiscal Sullivan tiene el deber de demostrar que DeFeo estaba cuerdo en el momento en que cometió los crímenes, mientras su abogado defensor intentará dejar claro que su cliente tiene una enfermedad mental y que no sabía bien lo que hacía. A pesar de los esfuerzos de la defensa, Ronald DeFeo desafía a su propio abogado y a la sala, el fiscal no tiene problemas para demostrar quién es el verdadero asesino aun con los exámenes psiquiátricos que muestran el médico de acusado en el que explica que sí tiene una cierta psicosis aunque al final la prueba se va al traste. El acusado es sentenciado a una pena de 25 años por cada uno de los asesinatos y sin posibilidad de condicional, una moratoria del estado le salvó de ser ejecutado por inyección letal.

### Aquella casa maldita en Amityville
Este apartado explica día a día desde el primer día que pasaron los Lutz en la casa hasta el 28 cuando tuvieron que huir de la casa, cada día los fenómenos paranormales aumentaban su intensidad hasta tal punto de poner en riesgo la vida de los nuevos moradores.
- Datos: Q7711159